# Порівняння програмного забезпечення для перетворення растрових зображень у векторні
У наведених нижче таблицях міститься загальна та технічна інформація про низку програмних продуктів для перетворення растрових зображень у векторні. Докладніше ці програми описано у відповідних статтях.

## Загальна інформація
У цій таблиці наведено основну інформацію про різні векторні графічні редактори:
|                                 | Розробник         | Випущено | Остання версія          | Роздрібна ціна (дол. США)                                    | Ліцензія           | Підтримувана ОС (без емуляції)                  |
| ------------------------------- | ----------------- | -------- | ----------------------- | ------------------------------------------------------------ | ------------------ | ----------------------------------------------- |
| Corel Draw                      | Corel             | 1989 рік | 2020 рік                | $449, $169 оновлення                                         | власницька         | Windows                                         |
| Easy Trace                      | Easy Trace Group  | 2015 рік | 12.0                    | 960 євро, оновлення 480 євро, версії 7.99 і 8.65 безкоштовно | власницька         | Windows                                         |
| Adobe Illustrator               | Adobe Systems     | 1985 рік | 24.1.0 (CC2020)         | 19,99 доларів США на місяць                                  | власницька         | Windows, macOS                                  |
| Graphic Tracer Professional     | GraphicPowers.com | 2016 рік | випуск 5                | 15 доларів на місяць/ 120 доларів на рік                     | власницька         | Windows, macOS заплановано на осінь 2017 року   |
| Inkscape (за допомогою Potrace) | Inkscape.org      | 2003 рік | 0.92.5 1.02             | безкоштовно                                                  | GPL                | Windows, macOS, Linux                           |
| ImageTracer                     | Андраш Янкович    | 2015 рік | 1.2.6 (2020)            | безкоштовно                                                  | суспільне надбання | На основі кросплатформності JavaScript або Java |
| Potrace                         | Пітер Селінджер   | 2001 рік | 1.16 (вересень 2019 р.) | безкоштовно                                                  | GPL                | Кросплатформна, Windows і POSIX                 |
| Scan2CAD                        | Avia Systems      | 1997 рік | v10.4                   | $49 — $149 /місяць                                           | власницька         | Windows, macOS                                  |
| WinTopo Freeware                | SoftSoft Ltd      | 1999 рік | 2015 (v1.76)            | безкоштовно                                                  | безплатне ПЗ       | Windows                                         |
| WinTopo Pro                     | SoftSoft Ltd      | 2000 рік | 2015 (v3.6)             | 299 доларів США                                              | власницька         | Windows                                         |
| Xara Photo & Graphic Designer   | Xara Group Ltd.   | 1994 рік | 2018 (v16)              | 89,99 доларів США                                            | власницька         | Windows                                         |
| Super Vectorizer                | Effectmatrix Ltd. | 2013 рік | 2016 (v1.6.6)           | 29,99 доларів США                                            | власницька         | macOS                                           |
| AutoTrace                       | Мартін Вебер      | 1998 рік | 2002 (v0.31.1)          | безкоштовно                                                  | GPL                | Кросплатформна, POSIX (переважно Unix-подібні)  |
|                                 | Розробник         | Випущено | Остання версія          | Роздрібна ціна (дол. США)                                    | Ліцензія           | Підтримувана ОС (без емуляції)                  |

### Основні можливості
| Назва                       | Найбільший масштаб | Об'єктів на один документ | Межа контрольної точки | Керування кольором для друку | Ескізи | Функції налаштування зображення | Розпізнавання тексту (OCR) | Підтримка сценаріїв |
| --------------------------- | ------------------ | ------------------------- | ---------------------- | ---------------------------- | ------ | ------------------------------- | -------------------------- | ------------------- |
| Easy Trace                  | 12800x             | не обмежено               | ?                      | Так                          | Так    | Так                             | Ні                         | Ні                  |
| Graphic Tracer Professional | не обмежено        | не обмежено               | не обмежено            | Ні                           | ?      | ?                               | Так                        | Ні                  |
| Illustrator                 | 640x               | ?                         | ?                      | Так                          | ?      | ?                               | Ні                         | Так                 |
| Potrace                     | N/A                | ?                         | ?                      | Ні                           | ?      | ?                               | Ні                         | Ні                  |
| ImageTracer                 | N/A                | не обмежено               | не обмежено            | Ні                           | Ні     | ?                               | Ні                         | Так                 |
| Scan2CAD                    | 64K                | не обмежено               | не обмежено            | Так                          | ?      | ?                               | Так                        | Так                 |
| WinTopo Pro                 | 512x               | не обмежено               | не обмежено            | Так                          | Так    | Так                             | Ні                         | Так                 |
|                             | Найбільший масштаб | Об'єктів на один документ | Межа контрольної точки | Керування кольором для друку | Ескізи | Функції налаштування зображення | Розпізнавання тексту (OCR) | Підтримка сценаріїв |

### Можливості САПР
| Назва                       | Експорт в універсальний DXF | Доступно в AutoCAD | Розпізнавання кривих | Розпізнавання кіл | Розпізнавання дуг | Виявлення перпендикулярних ліній | Виявлення кутів | З'єднання ліній |
| --------------------------- | --------------------------- | ------------------ | -------------------- | ----------------- | ----------------- | -------------------------------- | --------------- | --------------- |
| Easy Trace                  | Так                         | Ні                 | Так                  | Так               | Так               | Так                              | Так             | Так             |
| Graphic Tracer Professional | Так                         | Ні                 | Так                  | Так               | Так               | Так                              | Так             | Так             |
| Illustrator                 | Так                         | Ні                 | Так                  | Так               | Так               | Так                              | Так             | Так             |
| Potrace                     | Так                         | Ні                 | Ні                   | ?                 | ?                 | ?                                | Так             | ?               |
| ImageTracer                 | Ні                          | Ні                 | Так                  | Ні                | Так               | Так                              | Так             | Так             |
| Scan2CAD                    | Так                         | Так                | Так                  | Так               | Так               | Так                              | Так             | Так             |
| WinTopo Pro                 | Так                         | Ні                 | Так                  | Так               | Так               | Так                              | Так             | Так             |
|                             | Експорт в універсальний DXF | Доступно в AutoCAD | Розпізнавання кривих | Розпізнавання кіл | Розпізнавання дуг | Виявлення перпендикулярних ліній | Виявлення кутів | З'єднання ліній |

### Функції растрового редагування
|                             | Підтримка сканера | Ескіз від руки | Растрові фільтри | Змінення глибину кольору | Змінення розміру зображення | Поворот | Обтинання | Растрові форми |
| --------------------------- | ----------------- | -------------- | ---------------- | ------------------------ | --------------------------- | ------- | --------- | -------------- |
| Easy Trace                  | Так               | Так            | Так              | Так                      | Так                         | Так     | Так       | Так            |
| Graphic Tracer Professional | Так               | Так            | N/A              | N/A                      | Так                         | Так     | Ні        | N/A            |
| Illustrator                 | Ні                | Ні             | Ні               | Ні                       | Так                         | Так     | Ні        | Ні             |
| Potrace                     | N/A               | N/A            | N/A              | N/A                      | N/A                         | N/A     | N/A       | N/A            |
| ImageTracer                 | N/A               | N/A            | N/A              | N/A                      | N/A                         | N/A     | N/A       | N/A            |
| Scan2CAD                    | Так               | Так            | Так              | Так                      | Так                         | Так     | Так       | Так            |
| WinTopo Pro                 | Так               | Так            | Так              | Так                      | Так                         | Так     | Так       | ?              |
| AutoTrace                   | N/A               | N/A            | N/A              | N/A                      | N/A                         | N/A     | N/A       | N/A            |
|                             | Підтримка сканера | Ескіз від руки | Растрові фільтри | Змінення глибину кольору | Змінення розміру зображення | Поворот | Обтинання | Растрові форми |

### Функції векторного редагування
|                             | Заповнення і штрихування | Векторна комбінація | Поворот і переміщення | Полілінії | Сплайнові криві | Перетворення ліній у криві і навпаки | Векторні фігури | Ідентифікатор шрифту та заміна |
| --------------------------- | ------------------------ | ------------------- | --------------------- | --------- | --------------- | ------------------------------------ | --------------- | ------------------------------ |
| Easy Trace                  | Так                      | Так                 | Так                   | Так       | Так             | Так                                  | Так             | No                             |
| Graphic Tracer Professional | N/A                      | Так                 | Так                   | Так       | Так             | Так                                  | Так             | Так                            |
| Illustrator                 | Так                      | Так                 | Так                   | Так       | Так             | Ні                                   | Так             | No                             |
| Potrace                     | N/A                      | N/A                 | N/A                   | N/A       | N/A             | N/A                                  | N/A             | No                             |
| ImageTracer                 | N/A                      | N/A                 | N/A                   | N/A       | N/A             | N/A                                  | N/A             | No                             |
| Scan2CAD                    | Так                      | Так                 | Так                   | Так       | Так             | Так                                  | Так             | No                             |
| WinTopo Pro                 | ?                        | Так                 | Так                   | Так       | Так             | ?                                    | ?               | No                             |
| AutoTrace                   | N/A                      | N/A                 | N/A                   | N/A       | N/A             | N/A                                  | N/A             | No                             |
|                             | Заповнення і штрихування | Векторна комбінація | Поворот і переміщення | Полілінії | Сплайнові криві | Перетворення ліній у криві і навпаки | Векторні фігури | Ідентифікатор шрифту та заміна |

## Безкоштовне програмне забезпечення
- Inkscape — інструмент для перетворення та створення (для перетворення растра у вектор використовує Potrace)
- librsvg — бібліотека, що використовується в GNOME, rsvg-convert, rsvg-view і MediaWiki
- Potrace — кросплатформна утиліта для трасування растрового зображення у векторне
- ImageTracer — кросплатформна безплатна (суспільне надбання) програма на JavaScript або Java для трасування растрового зображення в SVG[3].

## Власницьке програмне забезпечення
- Adobe Illustrator
- Corel Draw
- Easy Trace
- Graphic Tracer Professional
- Scan2CAD
- WinTopo Freeware — безкоштовне для будь-яких цілей, зокрема, комерційних[4]
- WinTopo Pro
- Xara Photo & Graphic Designer

## Програмне забезпечення, зняте з виробництва
- Adobe Freehand (1988—2003)
- Adobe Streamline[en] (1989—2001)
- Magic Tracer
- Xara Xtreme для Linux[en] — форк із відкритим кодом Xara Photo & Graphic Designer 2006 року